# Miguel I Cerulario
Miguel I Cerulario (Constantinopla, c. 1000-Madytus, cerca de Constantinopla, 21 de enero de 1059) fue patriarca de Constantinopla entre 1043 y 1058.
Elegido el 25 de marzo de 1043, su patriarcado coincidirá con el pontificado de León IX, y juntos protagonizaran el Cisma de Oriente y Occidente de 1054.
Su enfrentamiento con la Iglesia católica se inicia en Roma, cuando, tras acusarla de herejía judaica por utilizar pan ácimo en la Eucaristía, ordena que se cierren todas las iglesias de rito latino en Constantinopla que no adopten el rito ortodoxo, se apodera de todos los monasterios dependientes de Roma y arroja de ellos a todos los monjes que obedecían al Papa, y dirige una carta al clero en la que renovaba todas las antiguas acusaciones contra las dignidades eclesiásticas occidentales.
El papa León IX, que amenazado por los normandos, buscaba una alianza con el Imperio mandó, en 1054, una embajada a Constantinopla encabezada por su colaborador, el cardenal Humberto de Silva Candida, y formada por los arzobispos Federico de Lorena y Pedro de Amalfi.
Los legados papales negaron, a su llegada a Constantinopla, el título de ecuménico al patriarca, el segundo puesto en la jerarquía eclesiástica de Constantinopla y, además, pusieron en duda la legitimidad de la elevación de Cerulario al patriarcado.
El patriarca se niega entonces a recibir a los legados y Humberto responde publicando su Diálogo entre un romano y un constantinopolitano, en el que se burla de las costumbres orientales. Luego, aprovechando que el Papa acababa de morir en manos de los normandos, el cardenal excomulga a Cerulario mediante una bula que depositó el 16 de julio de 1054 sobre el altar de Hagia Sofía, tras lo cual abandonó la ciudad.
El 24 de julio de ese mismo año, Cerulario responde excomulgando al cardenal y a su séquito, con lo que se inició el Cisma.
Ambas excomuniones permanecieron vigentes hasta la declaración conjunta realizada el 7 de diciembre de 1965 por el papa Pablo VI y el patriarca ecuménico Atenágoras I, en la que se decide «borrar de la memoria y de la Iglesia las sentencias de excomunión del año 1054».
Cerulario intrigó contra la emperatriz Teodora Porfirogénita debido a su molestia de que una mujer ocupara el trono bizantino. Después tuvo una disputa con el emperador Isaac I Comneno debido a que este último intentó confiscar propiedades de la Iglesia. Cerulario llegó al extremo de dar el paso altamente simbólico de ponerse los zapatos morados ceremonialmente reservados para el emperador, y aparentemente planeó una rebelión con la intención de derrocar a Isaac y reclamar el trono para sí mismo o para su pariente Constantino Ducas. Isaac hizo que su guardia lo arrestara el 8 de noviembre de 1058 y lo envió al exilio. Como el patriarca negó la petición de Isaac de dimitir, el emperador hizo que se convocase formalmente un sínodo para destituirlo y que Miguel Pselo presentara acusaciones de herejía y traición contra él. Miguel I Cerulario murió antes de ser juzgado, el 21 de enero de 1059. El emperador designó entonces a Constantino III Leicudes como su sucesor.
La disputa con Cerulario hizo que Isaac se quedara con el único apoyo del ejército, mientras que la Iglesia, la burocracia civil y la población de Constantinopla se tornaron en contra suya. El 22 de noviembre de 1059, nombró a Constantino Ducas como su sucesor y, abandonando la vida pública, se retiró al monasterio de Stoudion.